# Майорканське королівство
Майорканське королівство (кат. Regne de Mallorca) — феодальна держава, що існувала на Балеарських островах, на півночі Каталонії та деяких областях південного Лангедоку. Було створено в 1231 році, після завоювання островів Майорка, Ібіса та Форментера у маврів. Протягом майже усієї своєї історії королі Майорки вимушені були захищати свої володіння від королів Арагону. Зрештою у 1345 році Педро IV Арагонський зумів захопити землі Майорканського королівства і включив його до складу Арагонської Корони.

## Історія
Початок заснуваню королівства поклав арагонський король Хайме I "Завойовник". Протягом 1229—1231 років він за допомогою Педру Урхельського зумів захопити три з чотирьох Балеарських островів: Майорку, Ібісу і Форментеру, а Менорку, де існував самостійний мусульманський емірат, перетворив на залежну територію. У 1253 році за заповітом Хайме I ці землі повинні були успадковані його молодшим сином Хайме Молодшим. 
З 1258 року той розпочав керувати ними. Протягом 1260—1262 років спадок Хайме Молодшого. Останній у 1276 році після смерті Хайме I успадкував відповідні володіння: окрім Балеарських островів, графства Руссільон і Сердінья, віконтство Карладес, баронство Омелас, володіння Монпельє. Усі ці володіння перетворилися на королівство Майорка.
Надалі королі Майорки намагалися діяти проти Арагонських королів в союзі з королями Франції. При цьому з останніми також були конфлікти стосовно володіння Монпельє на материку. Втім конфлікти з Арагоном у 1285 році призвело до повалення правлячої династії, переходу королівства Майорки під контроль королів Арагону. У 1287 році до королівство було приєднано острів Менорку.
У 1295 році владу гілки Хайме II вдалося відновити. З цього моменту майорканські королі приділяли більше уваги розбудові власних володінь та протистоянню з мусульманськими державами в Африці та на півдні Піренейського півострова. У 1315 році вдалося приєднати князівство Ахейське (північ Пелопонесського півострова). Водночас тут розроблено кодекси законів — Consulado del Mar і Leges palatinae, — які мали вплив на розвиток арагонського права.
З середини 1330-х років королівство вступило в нові конфлікти з Арагоном і Францією, що зрештою у 1344—1345 роках призвело до захоплення основних володінь арагонським королем Педро IV, Монпельє було опановано Французьким королівством. Спроби Хайме III у 1349 році відновити владу виявилася невдалою. Його нащадки продовжували себе титулювати королями Майорки, але не мали жодної влади. 
Надалі титул короля носили правителі Арагону і Кастилії до 1715 року, коли його було остаточно скасовано.